# Polyrhachis santschii
Polyrhachis santschii är en myrart som beskrevs av Mann 1919. Polyrhachis santschii ingår i släktet Polyrhachis och familjen myror.

## Underarter
Arten delas in i följande underarter:
- P. s. campbelli
- P. s. santschii